# Chauvigny
Chauvigny is een gemeente in het Franse departement Vienne (regio Nouvelle-Aquitaine). De plaats maakt deel uit van het arrondissement Montmorillon. De voormalige gemeente Saint-Pierre-les-Églises maakt deel uit van Chauvigny. De gemeente telde 7.037 inwoners op 1 januari 2022.
De burcht van Chauvigny ligt op een rotspunt van 350 meter lengte tussen de valleien van de Vienne en van de Talbat. Deze burcht bestaat uit vijf afzonderlijke kastelen die tussen de 11e en de 15e eeuw werden gebouwd door de heren van Chauvigny en de bisschoppen van Poitiers:
- Château Baronnial (11-16e eeuw)
- Château d'Harcourt (12e-15e eeuw)
- Château de Mauléon (13e eeuw)
- Château de Gouzon (11e-13e eeuw)
- Tour de Flin (12e eeuw)

De collegiale kerk Saint-Pierre werd gebouwd in de 12e eeuw.
Naast deze hoge stad was er een lage stad langs de beek Talbat. 
Tot 1830 was Chauvigny een ommuurde stad. Door de komst van de spoorweg en industrie deinde de stad verder uit. Chauvigny is bekend vanwege zijn kalksteengroeven.

## Geografie
De oppervlakte van Chauvigny bedroeg op 1 januari 2022 95,82 vierkante kilometer; de bevolkingsdichtheid was toen 73,4 inwoners per km². De Vienne stroomt door de gemeente.
De onderstaande kaart toont de ligging van Chauvigny met de belangrijkste infrastructuur en aangrenzende gemeenten.

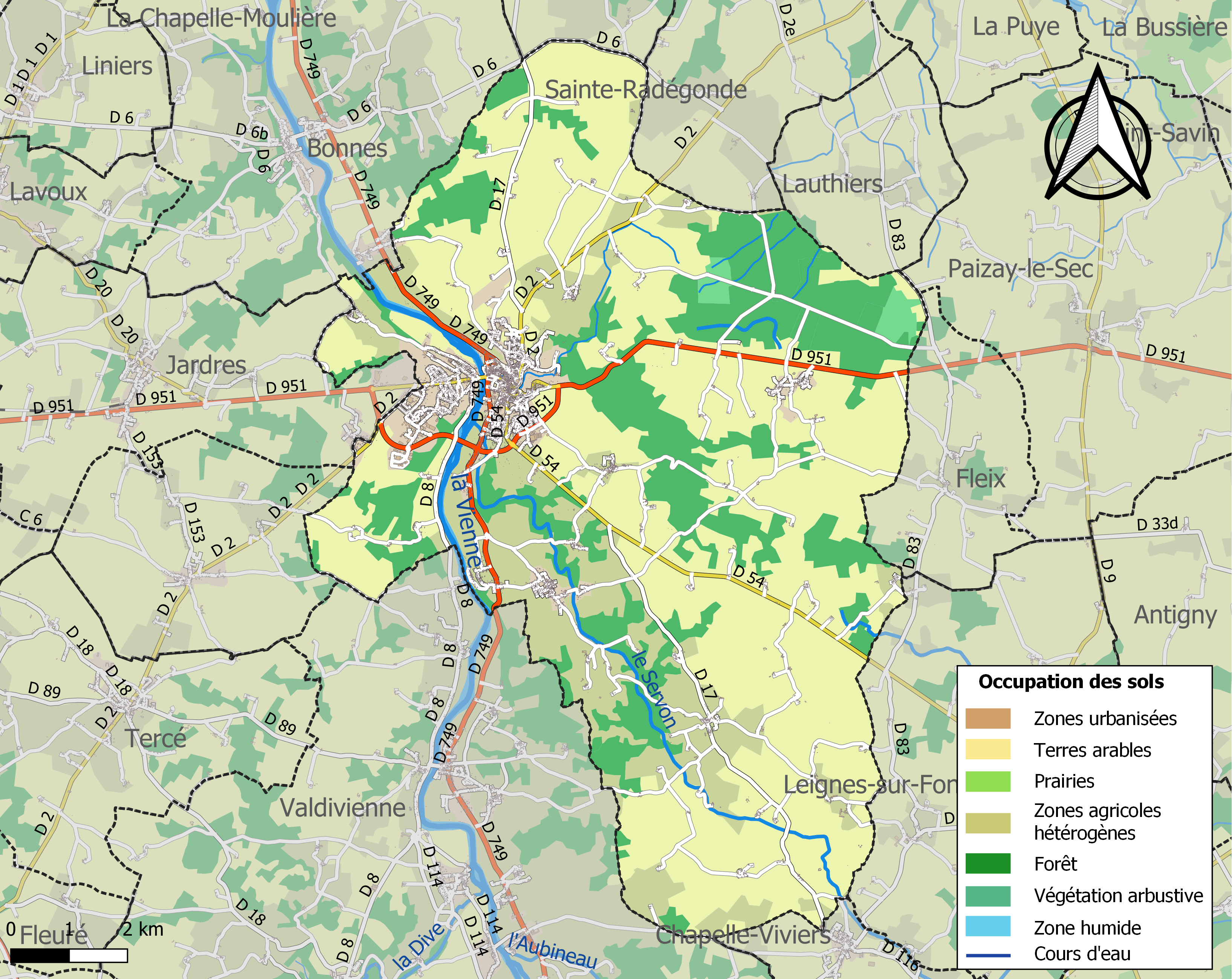

## Demografie
Onderstaande figuur toont het verloop van het inwonertal (bron: INSEE-tellingen).

## Sport
Chauvigny was op 10 september 2020 startplaats van de twaalfde etappe in de Ronde van Frankrijk naar Sarran. Deze etappe werd gewonnen door de Zwitser Marc Hirschi.

## Partnersteden
- Geisenheim (Duitsland)
- Banfora (Burkina Faso), sinds 1973
- Trino (Italië), sinds 1961
- Billericay (Verenigd Koninkrijk)